# Captain
Captain (яп. キャプテン Капутэн, Капитан) — японская манга о бейсболе, автором которой является Акио Тиба. Публиковалась издательством Shueisha в журнале Monthly Shonen Jump с 1972 по 1979 год. Манга наряду с другим произведением Play Ball того же автора получила премию манги Shogakukan, как лучшее сёнэн-произведение 1977 года.
По мотивам манги студией Eiken был выпущен полнометражный мультфильм 18 июля 1981 года. Также по мотивам произведения был выпущен аниме-сериал, который транслировался по телеканалу NTV с 10 января по 4 июля 1983 года. По данным опроса телеканала TV Asahi в 2005 году, сериал Captain занял 95 место в списке 100 любимых аниме всего времени. В 2006 году телеканал TV Asahi проводил опрос среди японских знаменитостей и сериал Captain занял 13 месте в списке 100 самых узнаваемых аниме.

## Сюжет
Такао Канигути был всегда хорош в бейсболе и даже попал в спортивную школу Аоба, где вступил в престижную бейсбольную команду. Однако его ждут новые сложности и преграды, в частности, Такао с трудом отвоевал право быть резервным игроком и даже поначалу тянул команду вниз, но рано или поздно упорный труд мальчика оправдает его ожидания, и Такао станет новым капитаном команды.

## Роли озвучивали
- Масааки Вагури — Такао Танигути
- Масаси Амэномори — мама Такако
- Миёко Асо — пата Такао
- Сэндзи Кумагай — Маруй
- Ёдзи Кимура — Игараси
- Рюсэй Накао — Кондо